# Rhyncholacis clavigera
|  | Dieser Artikel wurde aufgrund von formalen oder inhaltlichen Mängeln in der Qualitätssicherung Biologie im Abschnitt „2022“ zur Verbesserung eingetragen. Dies geschieht, um die Qualität der Biologie-Artikel auf ein akzeptables Niveau zu bringen. Bitte hilf mit, diesen Artikel zu verbessern! Artikel, die nicht signifikant verbessert werden, können gegebenenfalls gelöscht werden. Lies dazu auch die näheren Informationen in den Mindestanforderungen an Biologie-Artikel. Begründung: Beschreibung der Pflanze sehr dürftig -- Benutzer:Kingbossix (Diskussion) 21:41, 30. Jul. 2022 (CEST) |

Rhyncholacis clavigera (früher Macarenia clavigera) ist eine Wasserpflanzenart aus der Familie der Podostemaceae. Sie ist im kolumbianischen Nationalpark Serranía de la Macarena im Departamento Meta (und angrenzenden Gebieten) beheimatet. Die Art wurde 1951 von Pieter van Royen erstbeschrieben und dabei zunächst als einzige Spezies in eine eigene Gattung Macarenia gestellt, der diesen Gattungsnamen vom Namen dieses Nationalparks ableitete. In einer Revision von B. R. Ruhfel & C. T. Philbrick wurde die Art 2018 innerhalb der Familie in die bestehende Gattung Rhyncholacis (mit Verbreitungsgebiet im tropischen Südamerika) verschoben. Als Trivialname ist die Bezeichnung „Macarenia“ der einstigen monotypischen Gattung Macarenia jedoch weiterhin gebräuchlich. Die submers lebende Pflanze wird oft fälschlicherweise als (Rot-)Alge bezeichnet, ist aber taxonomisch eine zu den Malpighienartigen gehörende Landpflanzen.

## Ökologie und Phänologie
Rhyncholacis  clavigera ist eine Wasserpflanze die submers (unter Wasser) lebt. Diese endemische Art ist typisch für tropische und subtropische Gebiete. Die Pflanze ist an harte Böden angepasst und widersteht in wellenförmigen Bewegung den ständigen Angriffen des Wassers.
Die Jungpflanzen haben im Jahreszyklus zunächst leuchtend grüne Blätter. Im weiteren Verlauf färben diese sich zunächst gelb, zum Herbst hin dann karminrot bis hin zu violett. Diese Verfärbung wird entweder auf den passiven Einfluss durch im Wasser gelöste Mineralien zurückgeführt. Eine andere Erklärung ist, dass sich die Pflanzen aktiv vor Oxidation und UV-A-Strahlen durch die Produktion von Pigmenten (Carotinoiden) schützen, wenn die Sonnenstrahlen direkt auf sie treffen – ein Phänomen, das von Algen wie etwa Dunaliella salina bekannt ist.
Die Wasserpflanze trägt als Blütenpflanze (im Gegensatz zu Algen) Blüten und Früchte wie andere Vertreter der Gattung Rhyncholacis. Sie tritt im November in ihre Fortpflanzungsphase ein, wenn die Gewässer trockenfallen.

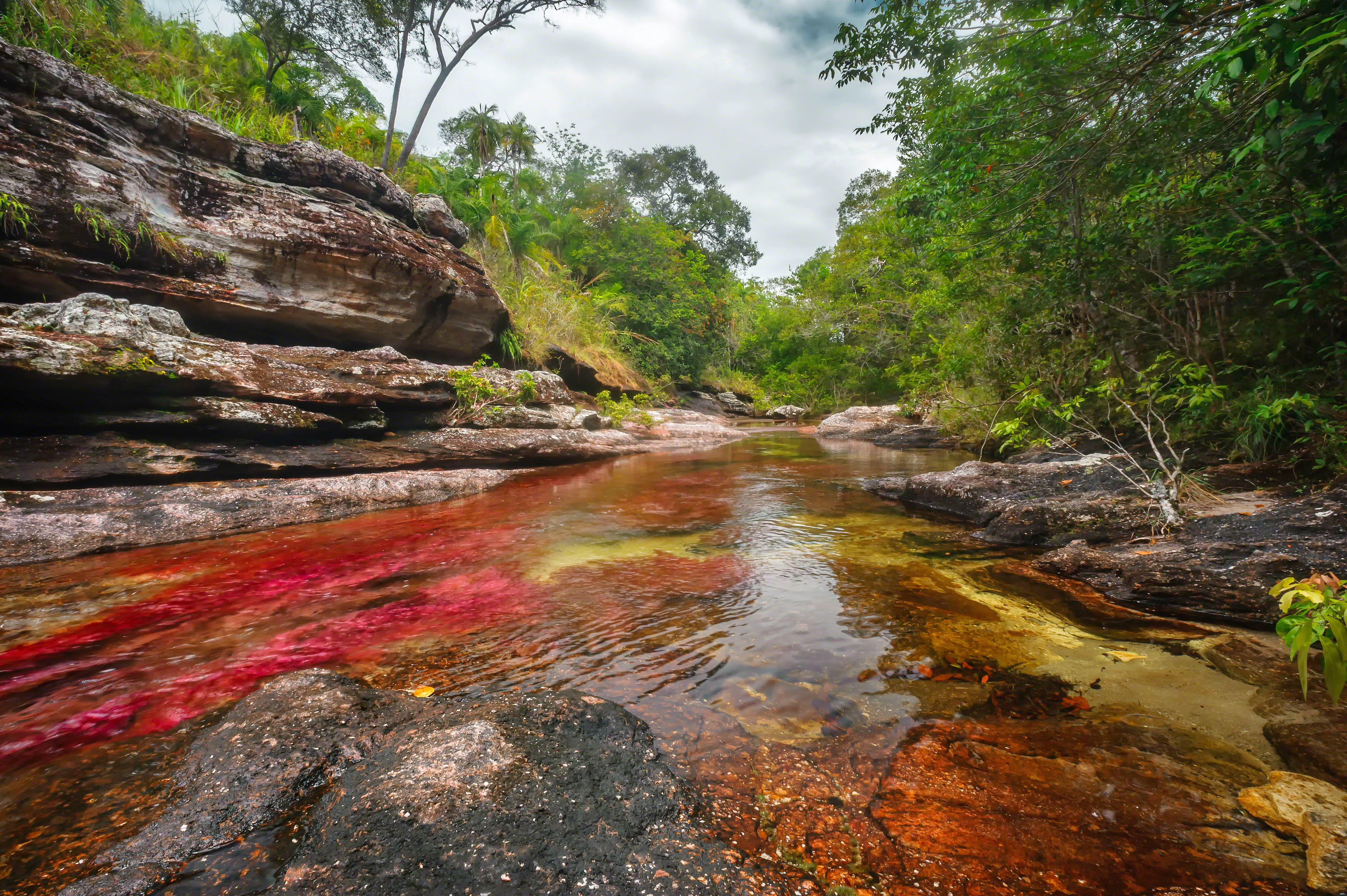
Caño Cristales mit R. clavigera (Habitat)

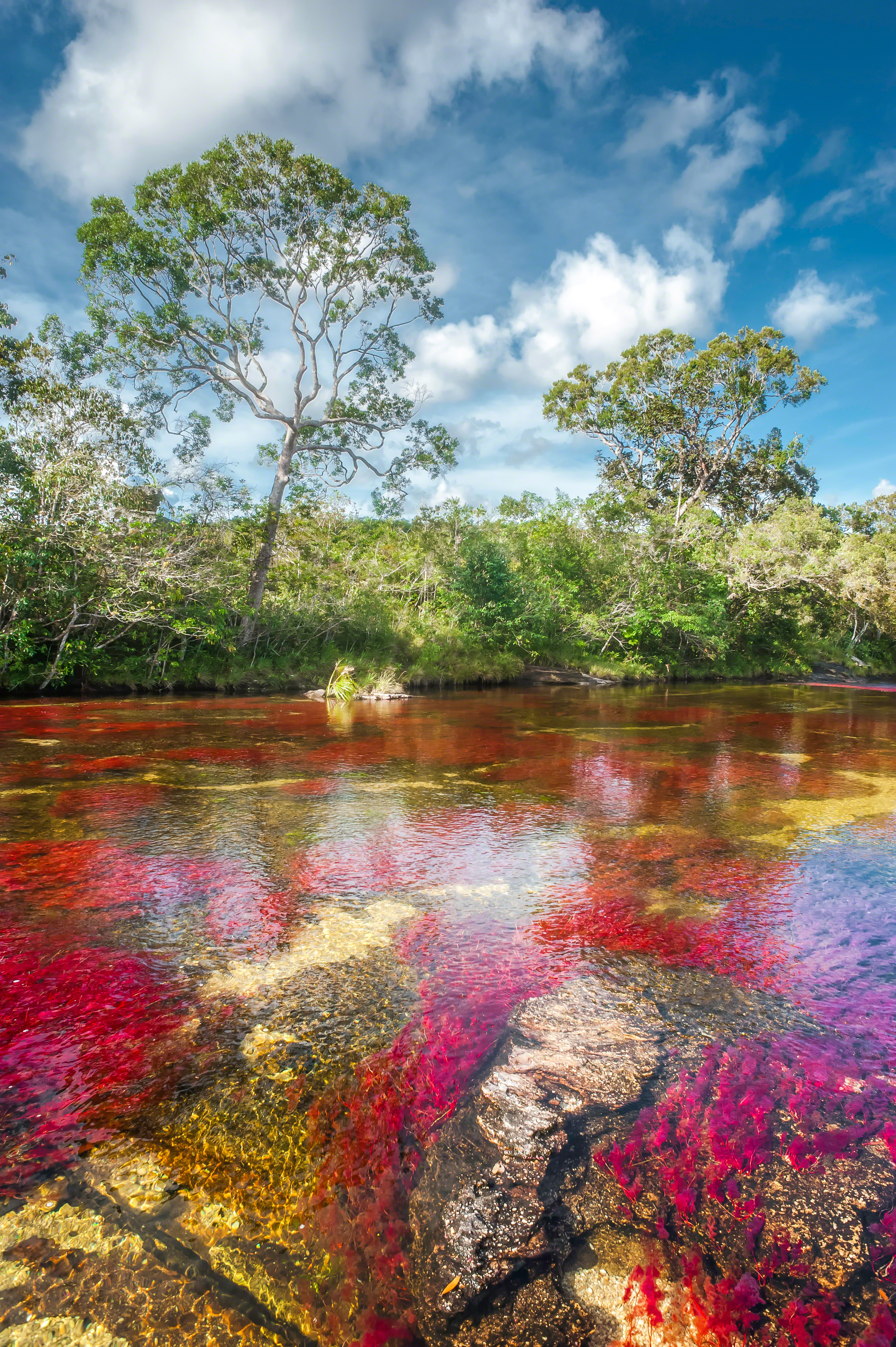
Blick auf den Caño Cristales (Habitat)

## Habitat
Rhyncholacis clavigera ist berühmt für die rote Farbe, die sie im Fluss Caño Cristales erzeugt, der durch den Nationalpark Serranía de la Macarena fließt. Dieser Fluss wird auch der „Fluss der fünf (oder gar sieben) Farben“ (spanisch el río de los siete colores) oder „flüssiger (geschmolzener) Regenbogen“ (span. el arco iris que se derritió) genannt.
Sie wächst aber auch in verschiedenen angrenzenden Sektoren der Serranía de la Macarena.

## Bildergalerie

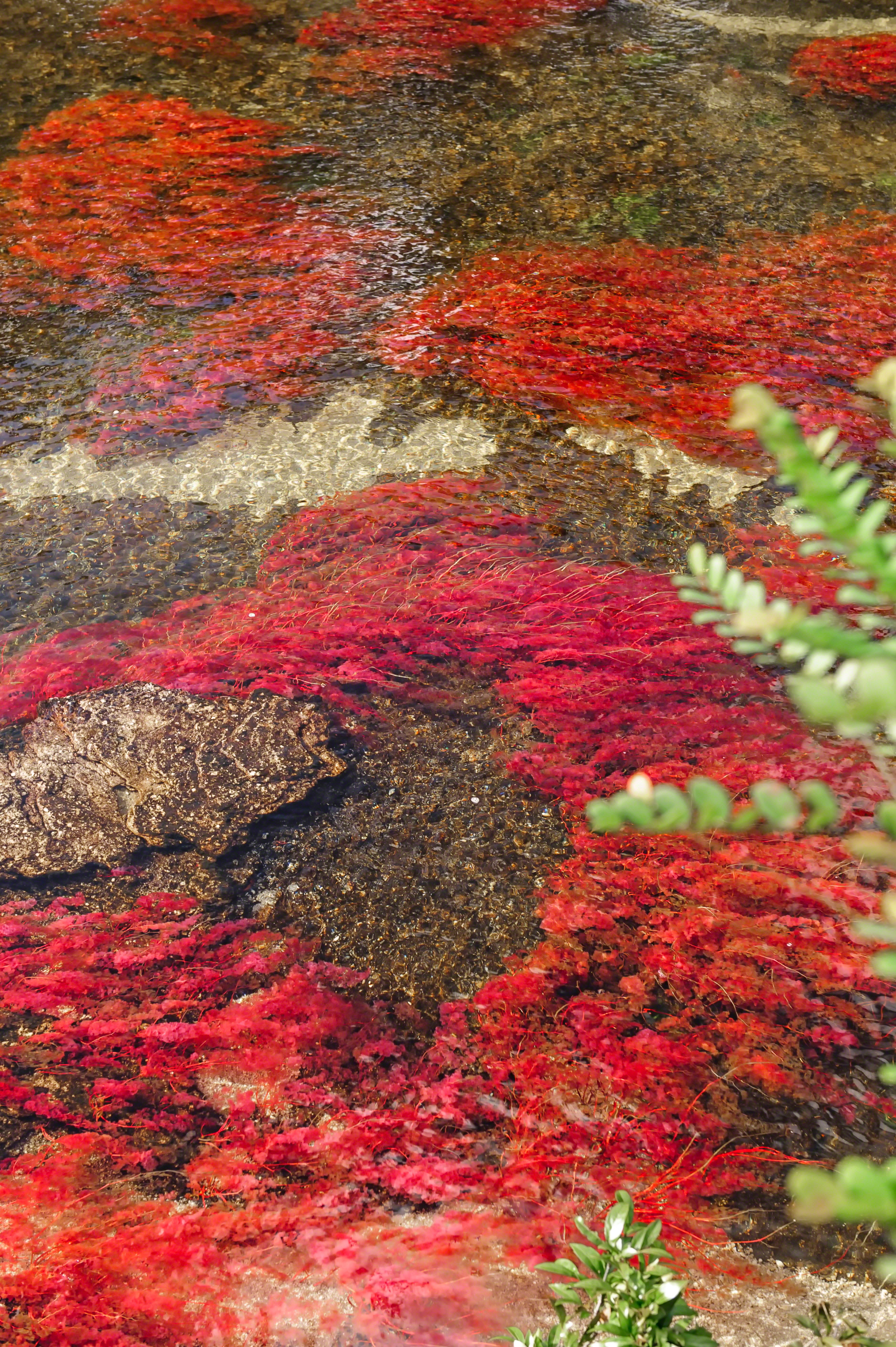
Rote Flecken auf dem Flussbett (Habitus)
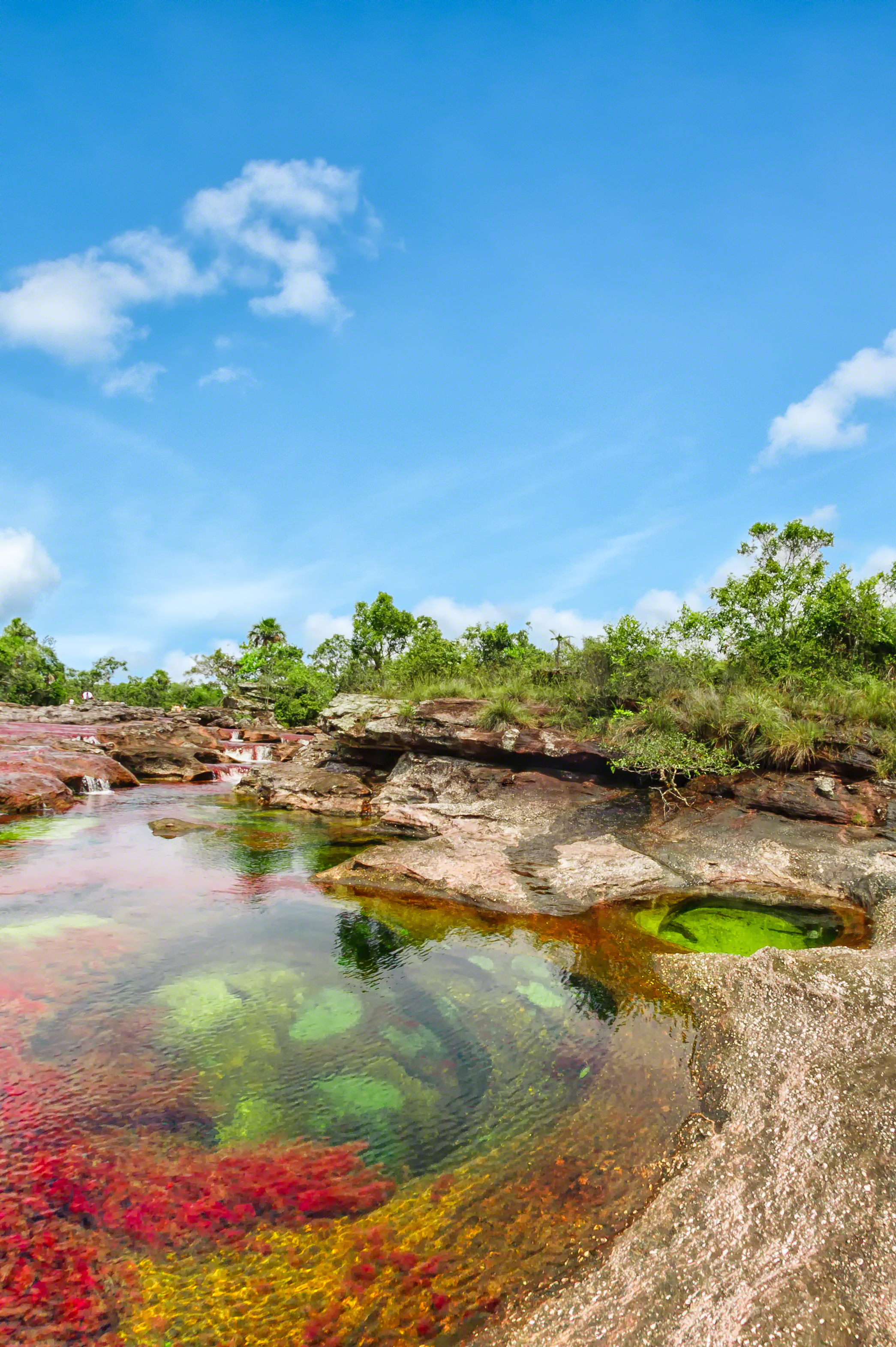
R. clavigera, in einem Pothole (Strudelloch) wachsend
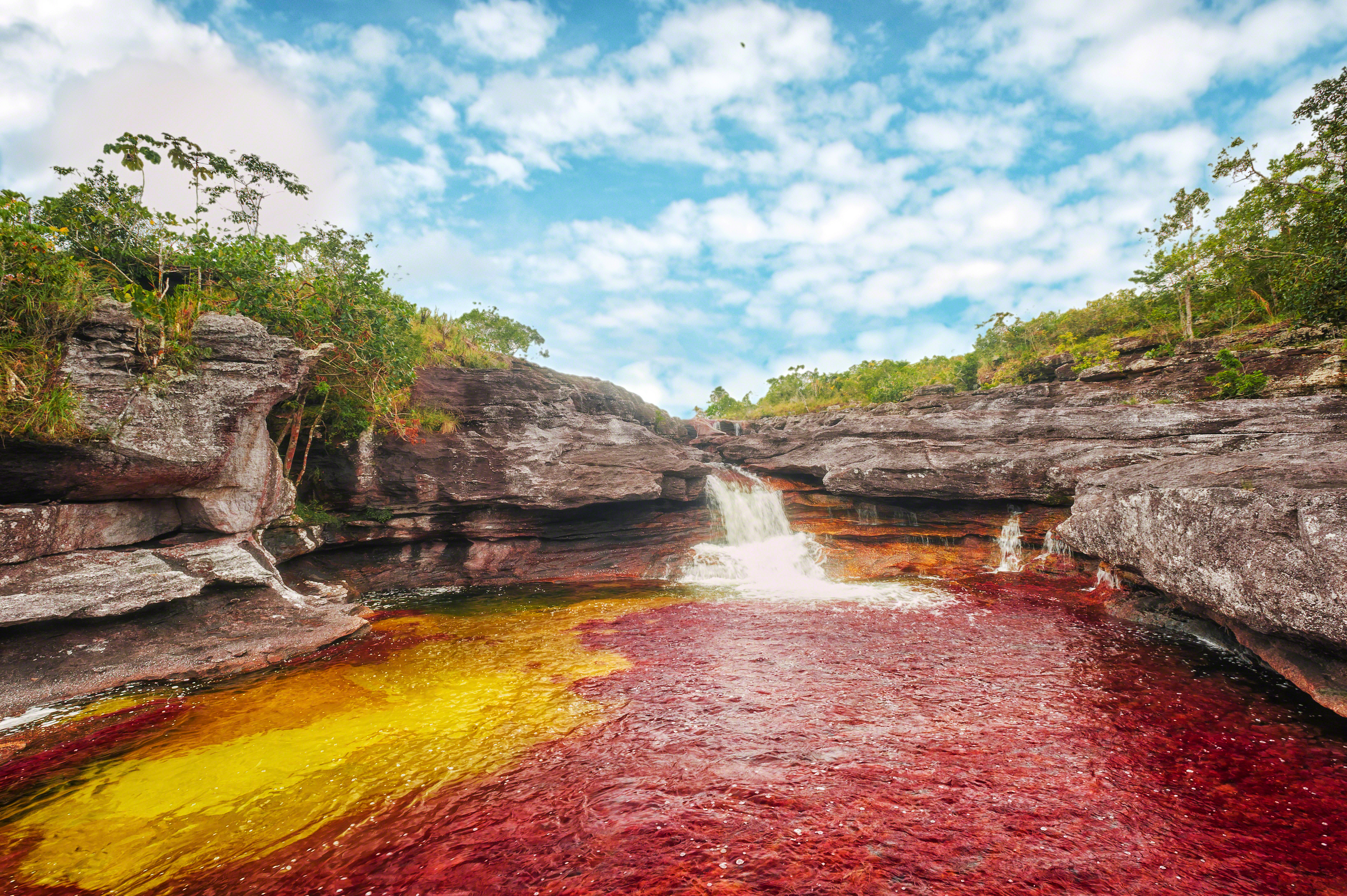
R. clavigera, in der Gumpe eines Wasserfalls des Caño Cristales wachsend
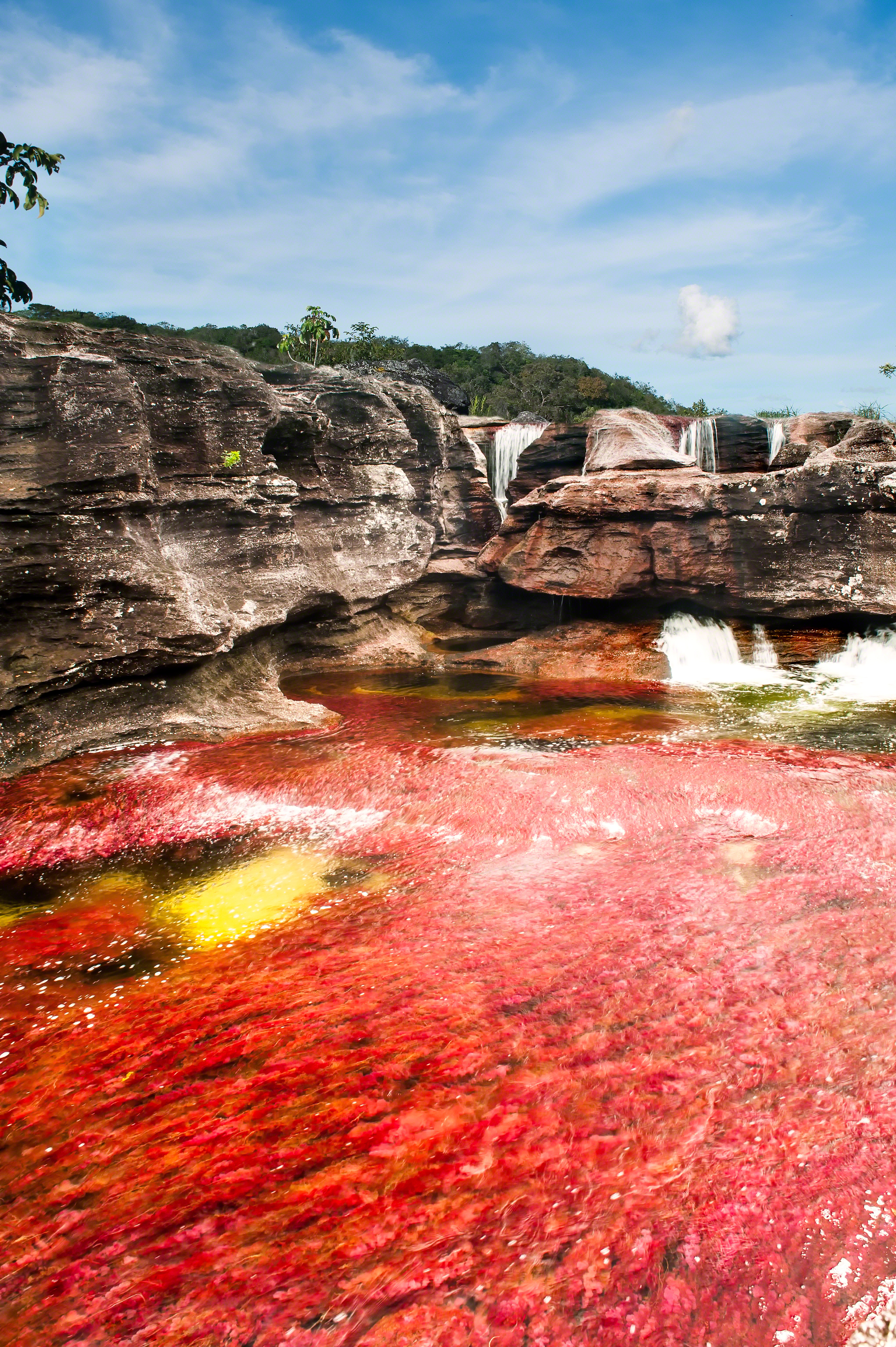
dito
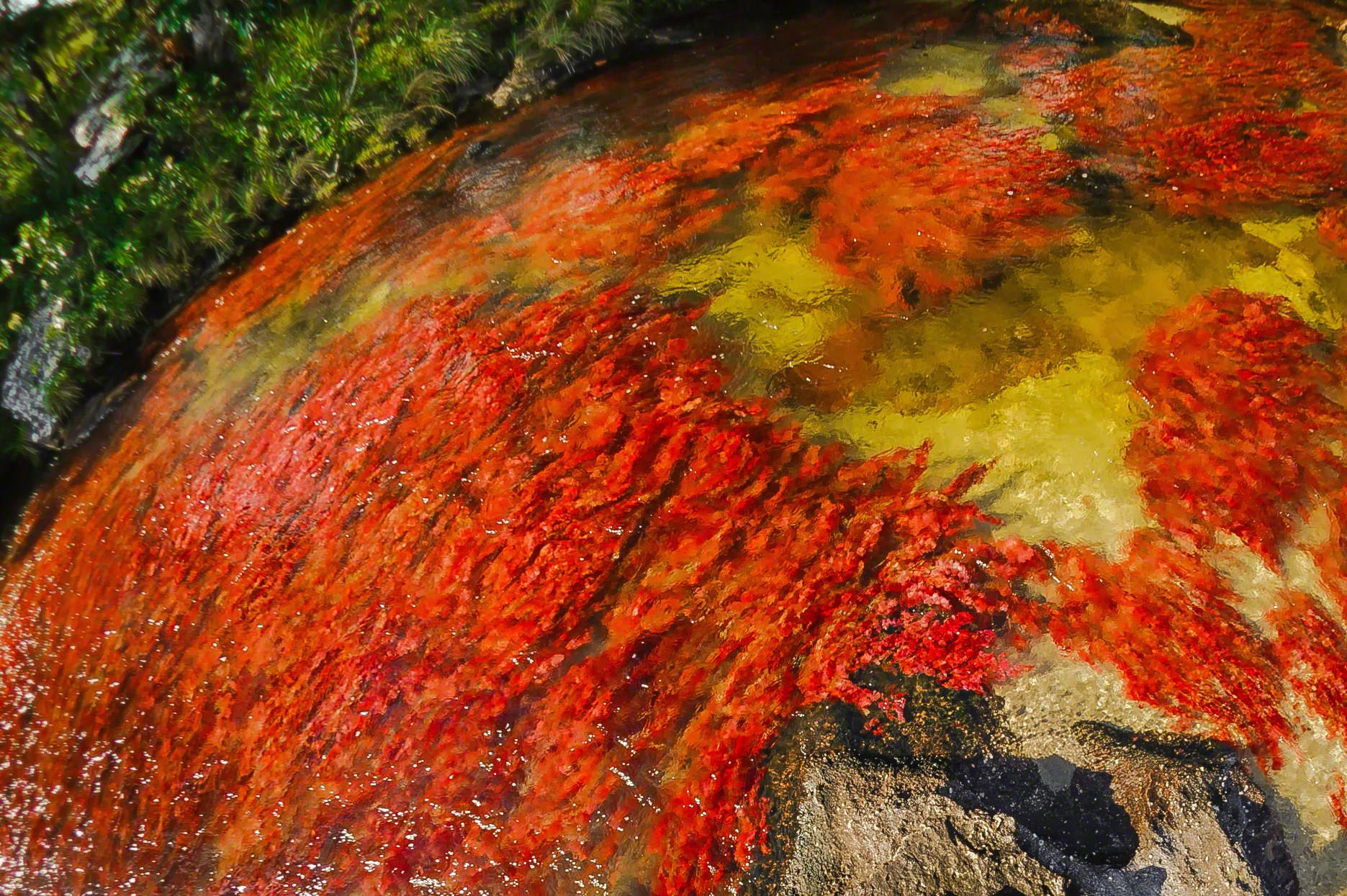
R. clavigera, Nahaufnahme